# Cryptoblepharus plagiocephalus
Espèce
Synonymes
- Scincus plagiocephalus Cocteau, 1836
- Cryptoblepharus carnabyi Storr, 1976

Cryptoblepharus plagiocephalus est une espèce de sauriens de la famille des Scincidae.

## Répartition
Cette espèce est endémique d'Australie-Occidentale.

## Publication originale
- Cocteau, 1836 : Études sur les Scincoides, (texte intégral).